# Bordighera
Bordighera je mjesto na talijanskoj rivijeri koje je poznato ljetovalište. 

## Zemljopis
Bordighera se nalazi blizu granice s Francuskom, 10 km zapadno od San Rema. Grad se dijeli na dva dijela između kojih prolazi Via Romana: stari grad i novi dio grada iz 19. i 20. stoljeća. Povijesni stari dio grada nalazi se na istoku Bordighere na 46 m visokom brijegu San Ampelio. Novi dio grada proteže se uz obalu. Klima u Bordigheri je ugodna s blagim ljetima i toplim zimama s niskom vlažnošću.

## Povijest
Mjesto su osnovali Liguri u 4. stoljeću pr. Kr. Modernija povijest mjesta počinje 1340. spominjanjem mjesta „Villa Burdighete“ koje je kasnije vjerojatno napušteno. Godine 1470., dolazi do obnove naselja. Dana 20. travnja 1686. osam sela uključujući Bordigheru osnivaju malu republiku koja je trajale sve do napoleonskih vremena. Kanije Bordighera postaje dio Ligurije koja je poslije Bečkog kongresa pripala Sardiniji.
Bordighera je bila poznata po cvijeću i palmama koje su se izvozile u Rim za Cvjetnicu i koristile u bazilici sv. Petra i ostalim crkvama.

## Politika

### Popis gradonačelnika
- 1946. – 1965.: prof. Raul Zaccari
- 1965. – 1970.: Lodovico Ronco
- 1970. – 1971.: dr. Giulio Martinucci
- 1971. – 1975.: Emilio Verrando
- 1975. – 1980.: dr. Giorgio Laura
- 1980. – 1982.: Livio Gerin
- 1982. – 1983.: Pier Giorgio Zaccari
- 1983. – 1983.: Giovanbattista Ansaldi
- 1983. – 1984.: Renata Olivo
- 1984. – 1984.: dr. Amando Levante
- 1984. – 1994.: Renata Olivo
- 1994. – 2002.: dr. Ivo Alvaro Vignali
- od 2002: Giovanni Bosio

Izvor:

### Zbratimljeni gradovi
| - Villefranche-sur-Mer, Francuska, od 1956. - Neckarsulm, Njemačka, od 1963. |

## Stanovništvo
Razvoj stanovništva:
| Godina | Br. stan. |
| ------ | --------- |
| 1861.  | 2.358     |
| 1871.  | 2.357     |
| 1881.  | 3.026     |
| 1901.  | 4.843     |
| 1911.  | 5.470     |
| 1921.  | 6.142     |
| 1931.  | 7.256     |

| Godina | Br. stan. |
| ------ | --------- |
| 1936.  | 7.334     |
| 1951.  | 8.515     |
| 1961.  | 11.252    |
| 1971.  | 11.654    |
| 1981.  | 12.043    |
| 1991.  | 11.129    |
| 2001.  | 10.292    |

## Vanjske poveznice
(tal.)(engl.)(njem.)(fr.)(šp.)Stranica Bordighere